# Gryon flavum
Gryon flavum är en stekelart som först beskrevs av Alan Parkhurst Dodd 1913.  Gryon flavum ingår i släktet Gryon och familjen Scelionidae. Inga underarter finns listade i Catalogue of Life.